# 硫柳汞
硫柳汞或邻乙汞硫基苯酸钠（INN：Thiomersal），是一種有机汞化合物，用途為抗菌和抗真菌藥，被用于疫苗、皮肤测试剂、纹身药水等液体的防腐處理。
其在疫苗防腐的應用曾引发争议，有人声称这会导致儿童汞中毒和自闭症，引发部分公众恐慌。但官方宣称并没有合理的证据证明疫苗中微量的硫柳汞对人体有任何害处。目前美国、加拿大及一些欧洲国家已经不再将其用作疫苗防腐。
小罗伯特·肯尼迪發表文章發表硫柳汞（一種含有有機水銀的疫苗防腐劑）可能和自閉症有關。他分析了水銀中毒和自閉症的病徵相似之處，也表示沒有接受防疫注射的安曼教派兒童的自閉症發病率很低。此研究沒有任何流行病學數據支持。美國疾病控制與預防中心回應此研究，指硫柳汞不似是自閉症的原因，但基於公眾憂慮，疾病管制中心、食物及藥物管理局，及國家健康署共同於一九九九年發表聲明，要求藥廠停止使用硫柳汞作為儿童疫苗防腐之用，但在成人疫苗中还有使用。
Geier等發表了十一份研究，指出自閉症和兒童接種疫苗有關。他根據美國Vaccine Adverse Event Reporting System (VAERS)數據進行分析，指出美國防疫計劃使用沒有含有硫柳汞的疫苗後，美國兒童的自閉症發病率有所下降。美國兒科協會嚴重指摘此研究，表示VAERS的數據有偏頗，不能用於流行病學研究。Madsen的研究也發現，就算丹麥於1992年停用硫柳汞，自閉症的發病率也不跌反升。